# 디스크 어레이 컨트롤러
디스크 어레이 컨트롤러(영어: disk array controller)는 물리적 디스크 드라이브를 관리하고 논리적 유닛수 (LUN)로 표현하는 장치이다. 하드웨어 레이드를 수행하기 때문에 레이드 컨트롤러(RAID controller)나 레이드 카드(RAID card)라고도 불린다. 또한, 추가적인 디스크 캐시를 제공한다.
디스크 어레이 컨트롤러는 경우에 따라서 디스크 컨트롤러로 불리는 경우도 있다. 그러나 두 장치는 다른 기능을 제공하므로 혼동해서는 안된다.

## 입력과 출력 포트
디스크 어레이 컨트롤러는 입력 인터페이스와 출력 인터페이스를 제공한다.
- 입력 인터페이스는 디스크와 통신한다. 그러므로 입력 프로토콜은 일반적으로 고급 기술 결합 (ATA, IDE, PATA), SATA, SCSI, 파이버 채널 (FC)이나 직렬 부착 SCSI (SAS)이다.
- 출력 인터페이스는 컴퓨터의 호스트 어댑터 (HBA)와 통신한다:
  - 디스크에서 일반적으로 사용되는 프로토콜; ATA, SATA, SCSI, FC중 한가지는 컴퓨터가 컨트롤러를 디스크로 인식하도록 에뮬레이트하는데 사용될 것이다.
  - 특정 솔루션에 사용되는 비범용 프로토콜도 있다: FICON/ESCON, iSCSI, 하이퍼SCSI, 인피니밴드

단일 컨트롤러는 입력과 출력 통신에 다른 프로토콜이 사용될 것이다. 대부분의 고급 컨트롤러는 입력에 SATA가 사용되고 출력에 FC 프로토콜을 사용한다.

## 고급형 컨트롤러

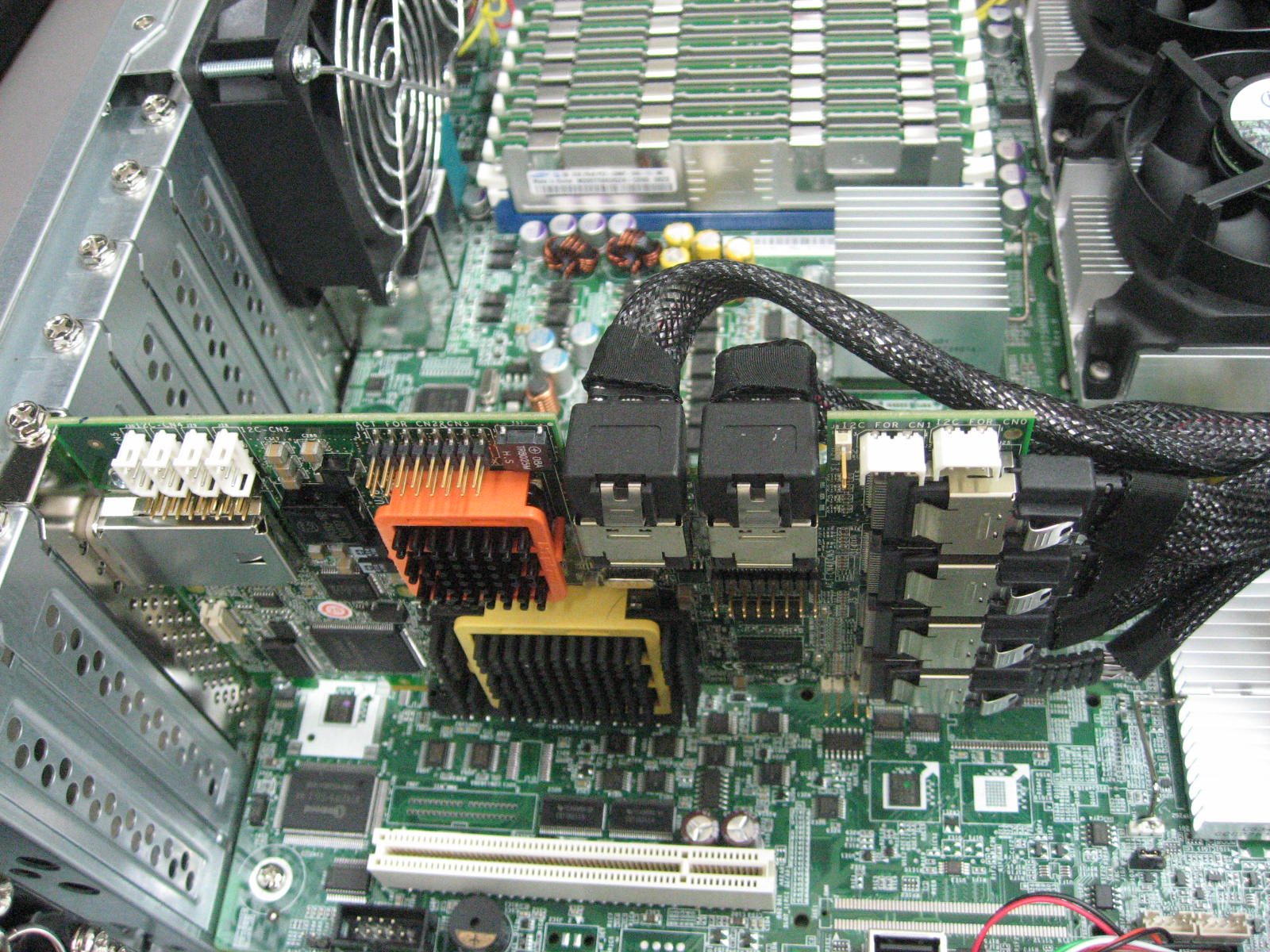
아답텍 레이드 52445

현재의 고급형 디스크 어레이 컨트롤러는 스토리지 에어리어 네트워크 (SAN)과 네트워크 부착 스토리지 (NAS) 서버에 위치하는 디스크 어레이같이, 물리적으로 독립된 디스크 단위의 부품이다.
이런 외부 디스크 어레이는 일반적으로 레이드 컨트롤러, 디스크 드라이브, 전원 공급장치와 관리 소프트웨어가 내장된 하부 시스템으로 구입된다. 이런 컨트롤러는 (기업에 따라서 다른 이름으로 다양한) 고급 기능을 제공한다:
- (컴퓨터에 전송하는 데이터가 무결성을 유지하도록 하는) 컨트롤러로 자동 페일오버가 있다.
- 서버 정지시간 없이 오랫동안 가동되는 유지보수
  - 새로운 레이드 단위를 구성하기
  - (디스크 오류가 생긴후에) 파손된 레이드 단위를 재구성하기
  - 구동중인 레이드 단위에 디스크를 추가하기
  - (일반적으로 사용되지 않는 기능으로) 레이드 단위에서 디스크를 제거하기
  - 레이드 단위를 쪼개서 서로다른 볼륨/LUN으로 나누기
- 스냅샷
- 비지니스 컨티뉴어스 볼륨 (BCV)
- 원격 제어로 디스크 미러링

## 저가형 컨트롤러

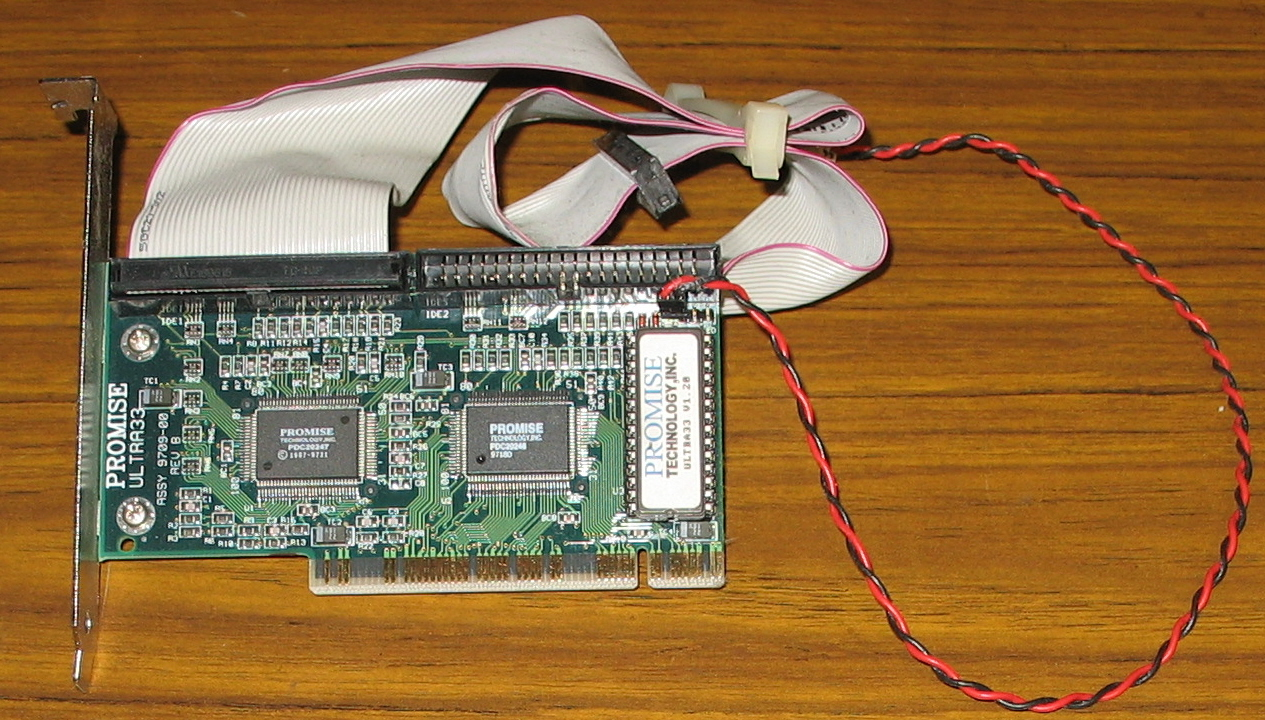
프라미스 테크놀로지 ATA 레이드 컨트롤러

저가형 디스크 어레이 컨트롤러는 PCI 버스 확장 슬롯에 삽입되거나 메인보드에 내장될 것이다. 이런 컨트롤러는 일반적으로 공간적 효율성을 위해서 호스트 어댑터 (HBA) 기능을 스스로 제공한다. 그러므로 레이드 어댑터라고도 불린다.
2007년 2월 이후에, 인텔은 고급형 메인보드에 (소켓당 속도는 3Gbit/sec인) 4개의 소켓에 2개의 소켓을 추가하여, 총 6개의 SATA 연결이 가능하도록 매트릭스 레이드 컨트롤러를 내장하였다. 또한, 2개의 (100Mbis/sec인) IDE/ATA 장치를 연결할 수 있도록 1개의 IDE 소켓도 내장되어 있다.

## 참조
- Storage Basics: Choosing a RAID Controller, May 7, 2004, By Ben Freeman

## 같이 보기
- 레이드